# Робер, Габриэль де
Габриэль Валентин де Робер (фр. Gabrielle Valentine des Robert; 4 июня 1904, муниципалитет Сент-Миель, департамент Мёз, Лотарингия, Франция — 3 декабря 2018, Нант, Пеи-де-ла-Луар, Франция) — полностью верифицированная французская супердолгожительница.

## Биография
Габриэль Валентин де Робер родилась 4 июня 1904 года в семье Пауля де Робера и Хелен Дельэрм. В 1911 году её семья переехала в город Нант, регион Пеи-де-ла-Луар, Франция, где она жила до своей смерти 3 декабря 2018 года.
Габриэль никогда не была замужем и не имела детей. Она жила вместе с родителями, а также двумя своими сестрами, которые также были одиноки.
В годы Второй Мировой войны работала медсестрой в Красном Кресте. Также Габриэль любила писать стихи.
Её имя стало известно общественности во время форума Les grands centenaires français в марте 2018 года.

## Рекорды долголетия
- 19 октября 2017 года стала второй старейшей жительницей Франции среди ныне живущих, после смерти Онорин Ронделло;
- 4 июня 2018 года отпраздновала 114-летие;
- 20 сентября 2018 года вошла в число 100 старейших людей в мире.